# Die Hard 4.0
Die Hard 4.0 (originaltitel: Live Free or Die Hard) er den fjerde i rækken af Die Hard-film. Skuespillerveteranen Bruce Willis spiller for fjerde gang helten John McClane. Filmens handling foregår 18 år efter den første Die Hard-film, og denne gang møder McClane en bande af internetterrorister. Filmen havde dansk premiere den 27. juni 2007.

## Medvirkende
| Skuespiller             | Rolle                  |
| ----------------------- | ---------------------- |
| Bruce Willis            | John McClane           |
| Justin Long             | Matthew (Matt) Farrell |
| Timothy Olyphant        | Thomas Gabriel         |
| Cliff Curtis            | Bowman                 |
| Maggie Q                | Mai Linh               |
| Mary Elizabeth Winstead | Lucy McClane           |
| Kevin Smith             | Warlock/Freddie        |
| Yancey Arias            | Agent Johnson          |
| Christina Chang         | Taylor                 |
| Yorgo Constantine       | Russo                  |
| Andrew Friedman         | Casper                 |
| Kang Sung               | Molina                 |
| Matt O'Leary            | Clay                   |
| Cyril Raffaelli         | Rand                   |
| Jonathan Sadowski       | Trey                   |
| Manny Oliverez          | Civil                  |

## Udgivelser
Filmen er udgivet som Live Free or Die Hard i Nordamerika og Australien.

## I samme serie
- Die Hard (1988)
- Die Hard 2: Die Harder (1990)
- Die Hard: Mega Hard (1995)
- A Good Day to Die Hard (2013)